# Graphium meeki
Graphium meeki är en fjärilsart som först beskrevs av Rothschild och Jordan 1901.  Graphium meeki ingår i släktet Graphium och familjen riddarfjärilar. IUCN kategoriserar arten globalt som sårbar. Inga underarter finns listade i Catalogue of Life.

## Bildgalleri

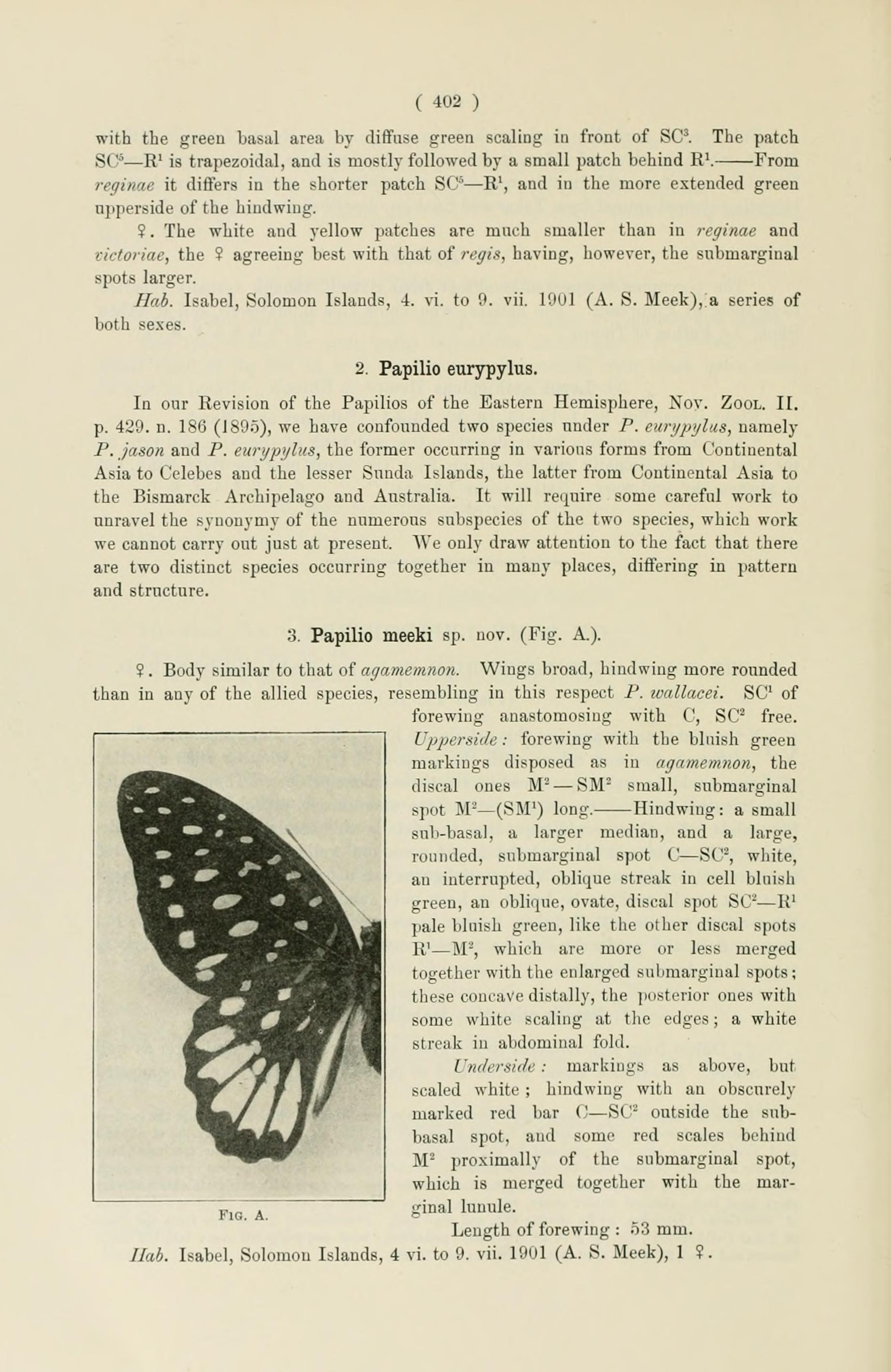